# Philipp Pentke
Philipp Pentke (Freiberg, 1985. május 1. –) német labdarúgó, aki jelenleg a Chemnitzer FC játékosa.

## Sikerei, díjai
- Chemnitzer FC
  - Fußball-Regionalliga Nord 2010-11
  - Szászország kupa győztes: 2012